# Karla Schärfe
Karla Schärfe (* 5. Februar 2003) ist eine dänische Leichtathletin, die sich auf den Siebenkampf spezialisiert hat und auch anderen Disziplinen feiert. Aktuell ist sie Inhaberin des dänischen Landesrekordes im Siebenkampf.

## Sportliche Laufbahn
Erste internationale Erfahrungen sammelte Karla Schärfe im Jahr 2023, als sie bei den U23-Europameisterschaften in Espoo mit 5365 Punkten auf den 18. Platz im Siebenkampf gelangte. 2025 wurde sie bei der 2. Liga der Team-Europameisterschaft in Maribor mit 1,74 m Vierte im B-Finale im Hochsprung und gelangte im Speerwurf mit 49,77 m auf Rang elf. Anschließend belegte sie bei den U23-Europameisterschaften in Bergen mit 5865 Punkten den sechsten Platz im Siebenkampf.
In den Jahren 2023 und 2024 wurde Schärfe dänische Meisterin im Siebenkampf sowie 2024 auch im Hochsprung und im Speerwurf. Zudem wurde sie 2021 und 2022 Hallenmeisterin im Hochsprung.

## Persönliche Bestleistungen
- Hochsprung: 1,80 m, 25. Januar 2025 in Malmö
- Speerwurf: 53,38 m, 20. Juli 2025 in Bergen
- Siebenkampf: 5866 Punkte, 15. Juni 2025 in Göteborg